# Castianeira patellaris
Castianeira patellaris là một loài nhện trong họ Corinnidae.
Loài này thuộc chi Castianeira. Castianeira patellaris được Cândido Firmino de Mello-Leitão miêu tả năm 1943.